# Севморпуть (судно)
Севморпуть —  російське вантажне атомне судно, ліхтеровоз. Судно, побудоване на Керченському суднобудівному заводі «Залів» ім. Б. Є. Бутоми в 1988 році, є одним із чотирьох коли-небудь побудованих торговельних суден з атомним двигуном і, повернувшись до експлуатації у 2016 році після масштабного ремонту, єдине судно такого типу, яке залишилося в експлуатації станом на  2023.

## Історія
Після Другої світової війни колишній Радянський Союз почав розвивати Північний морський шлях, щоб підтримати економічну експлуатацію величезних природних ресурсів північних регіонів. Амбітний план, ініційований XX з'їздом Комуністичної партії Радянського Союзу в 1950-х роках, призвів до будівництва потужних криголамів для супроводу вантажних суден у крижаних водах і продовження навігаційного сезону в Російській Арктиці. Флагманом післявоєнного радянського криголамного флоту став перший у світі атомний криголам «Ленін».
У той час, як численні військові кораблі та підводні човни були побудовані з ядерною морською силовою установкою, спроби використати майже необмежену дальність, яку забезпечує бортовий ядерний реактор для транспортування комерційних вантажів, були обмежені невеликою кількістю експериментальних прототипів. Сполучені Штати побудували перше у світі торговельне судно з атомним двигуном, Savannah, переважно як технологічний демонстратор і посол мирного використання атомної енергії, а не як економічно життєздатне вантажне судно. Подібним чином і західнонімецький Otto Hahn, і японський Mutsu мали бути дослідницькими кораблями та надавати досвід використання ядерної тяги; останній також ніколи не перевозив комерційних вантажів.
24 грудня 2023 року,  російські ЗМІ з посиланням на пресслужбу глави МНС у Мурманській області, повідомили, що у Мурманську, біля причалу федерального державного унітарного підприємства "Атомфлот", на атомному криголам-контейнеровозі "Севморпуть" сталася пожежа. 

## Дивись також
- Атомний криголам